# リチャード・キャヴェンディッシュ (第2代ウォーターパーク男爵)
第2代ウォーターパーク男爵リチャード・キャヴェンディッシュ（英語: Richard Cavendish, 2nd Baron Waterpark FSA、1765年7月13日 – 1830年6月1日）は、アイルランド王国出身の貴族、政治家。

## 生涯
第2代準男爵サー・ヘンリー・キャヴェンディッシュとサラ・キャヴェンディッシュ（旧姓ブラッドショー。後の初代ウォーターパーク女男爵）の息子として、1765年7月13日に生まれた。
1790年から1797年までポータリングトン選挙区の代表としてアイルランド庶民院議員を務めた。
1804年8月3日に父が死去すると、準男爵位を継承、1807年8月4日に母が死去するとウォーターパーク男爵位を継承した。
ロンドン考古協会フェローだった。
1830年6月1日に病死、息子ヘンリー・マナーズ・キャヴェンディッシュが爵位を継承した。

## 家族
1789年8月6日、ジュリアナ・クーパー（Juliana Cooper、1767年頃 – 1847年10月11日、トマス・クーパーの娘）と結婚、6男3女をもうけた。
- ヘンリー・マナーズ（英語版）（1793年 – 1863年） - 第3代ウォーターパーク男爵
- リチャード（英語版）（1794年 – 1876年） - 1841年7月22日、エリザベス・マリア・マーガレット・ハート（Elizabeth Maria Margaret Hart、1858年6月4日没、トマス・ハートの娘）と結婚、子供あり。第6代ウォーターパーク男爵リチャード・キャヴェンディッシュの祖父にあたる
- ジョージ・ジョン（1796年 – 1865年10月23日） - 1838年8月14日、キャロライン・プリドー＝ブルーン（Caroline Prideaux-Brune、1885年7月13日没、チャールズ・プリドー＝ブルーンの娘）と結婚、子供あり
- オーガスタス（1863年5月9日没） - 1830年12月、メアリー・アン・リー（Mary Anne Legh、トマス・リーの娘）と結婚、子供あり
- フレデリック（1800年頃 – 1877年5月24日）
- トマス（1859年3月26日没） - 1835年5月4日、ソフィア・ロビンソン（Sophia Robinson、1891年7月13日没、初代準男爵サー・ジョン・ロビンソン（英語版）の娘）と結婚
- サラ・ジョージアナ（1874年9月19日没） - 1819年11月18日、第2代準男爵サー・ジョージ・リチャード・フィリップス（英語版）と結婚、子供あり
- ジュリアナ（1865年1月19日没） - 1816年12月28日、フレデリック・ファーマー・テイラー（Frederick Farmer Taylor、1852年6月24日没）と結婚、子供あり
- キャサリン（1863年5月16日没） - 1839年12月12日、ヨーク大主教トマス・マスグレイヴ（英語版）（1860年没）と結婚